# Phare de Devils Island

Le phare de Devils Island (en anglais : Devils Island Light), est un phare du lac Supérieur situé à la pointe nord de Devils Island, l'une des îles des Apôtres dans le comté d'Ashland, Wisconsin.
Ce phare, comme quatre autres, est inscrit au Registre national des lieux historiques depuis le 8 mars 1977 sous le n° 77000145.

## Historique
Une ancienne structure à claire-voie en bois avait été construite sur ce site en 1891 Celle-ci a été démolie pour être remplacée par la structure actuelle datant de 1901.
La lentille de Fresnel de troisième ordre d'origine fabriquée par Henry Lepaute a été retirée par la Garde côtière américaine en 1989, puis remise dans la tour en 1992 par le National Park Service sans être utilisée.C'est une lentille solaire de 190 mm qui fait office depuis.
La station possédait à l'origine un Steam whistle (en) de 10 pouces (250 mm) dans un bâtiment de signal de brouillard. Celui-ci a été supprimé en 1925 et remplacé par un diaphone à commande pneumatique. En 1928, un générateur électrique à moteur diesel a été installé, et l'intensité lumineuse est passée à 300.000 candelas pour le flash blanc et 180.000 candelas pour le rouge.
Les quartiers historiques des gardiens de style Queen Anne en brique de 1896 sont toujours rattachés au phare actuel. Sur les lieux se trouvaient également deux bâtiments à carburant, un tramway, un bâtiment en pierre de moteur de tramway, un quai d'embarquement, un hangar à bateaux en bois et une balise radio. Les bâtiments ont été restaurés. Le site est ouvert aux visites et les gardiens résidents effectuent les visites durant la saison estivale.

### Visite des îles
La plupart des îles des Apôtres sont actuellement détenues par le National Park Service et font partie de l'Apostle Islands National Lakeshore. Elles peuvent être atteints par le bateau-taxi Apostle Islands Cruise Service  ou par bateau privé pendant l'été. Pendant la célébration annuelle des phares des îles des Apôtres , un service de traversée en ferry est disponible pour tous les phares. Pendant la saison touristique, des gardes forestiers bénévoles sont sur de nombreuses îles pour accueillir les visiteurs.

## Description
Le phare  est une tour cylindrique en fonte  de 22 m de haut, avec galerie et lanterne,avec un contreventement pyramidal. Le phare est peint en blanc et la lanterne est noire.
Il émet, à une hauteur focale de 30 m, une lumière rouge d'une seconde par période de 10 secondes. Sa portée est de 9 milles nautiques (environ 17 km).

## Caractéristiques dufeu maritime
Fréquence : 10 secondes (R)
- Lumière : 1 seconde
- Obscurité : 9 secondes

Identifiant : ARLHS : USA-228 ; USCG :  7-15565 .

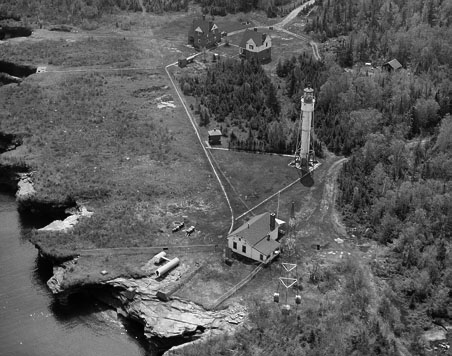
Lastaion en vue aérienne
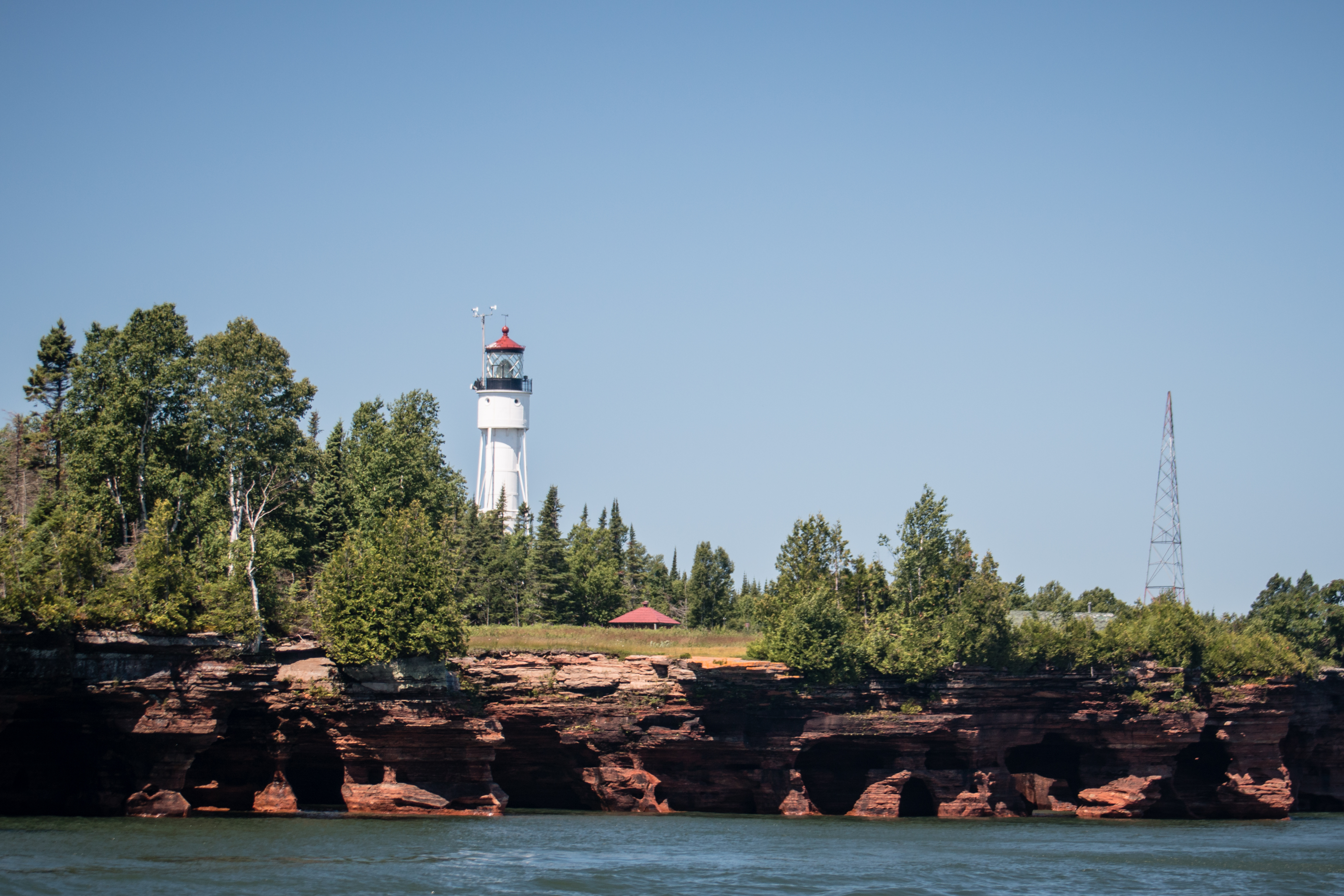
Le phare actuellement
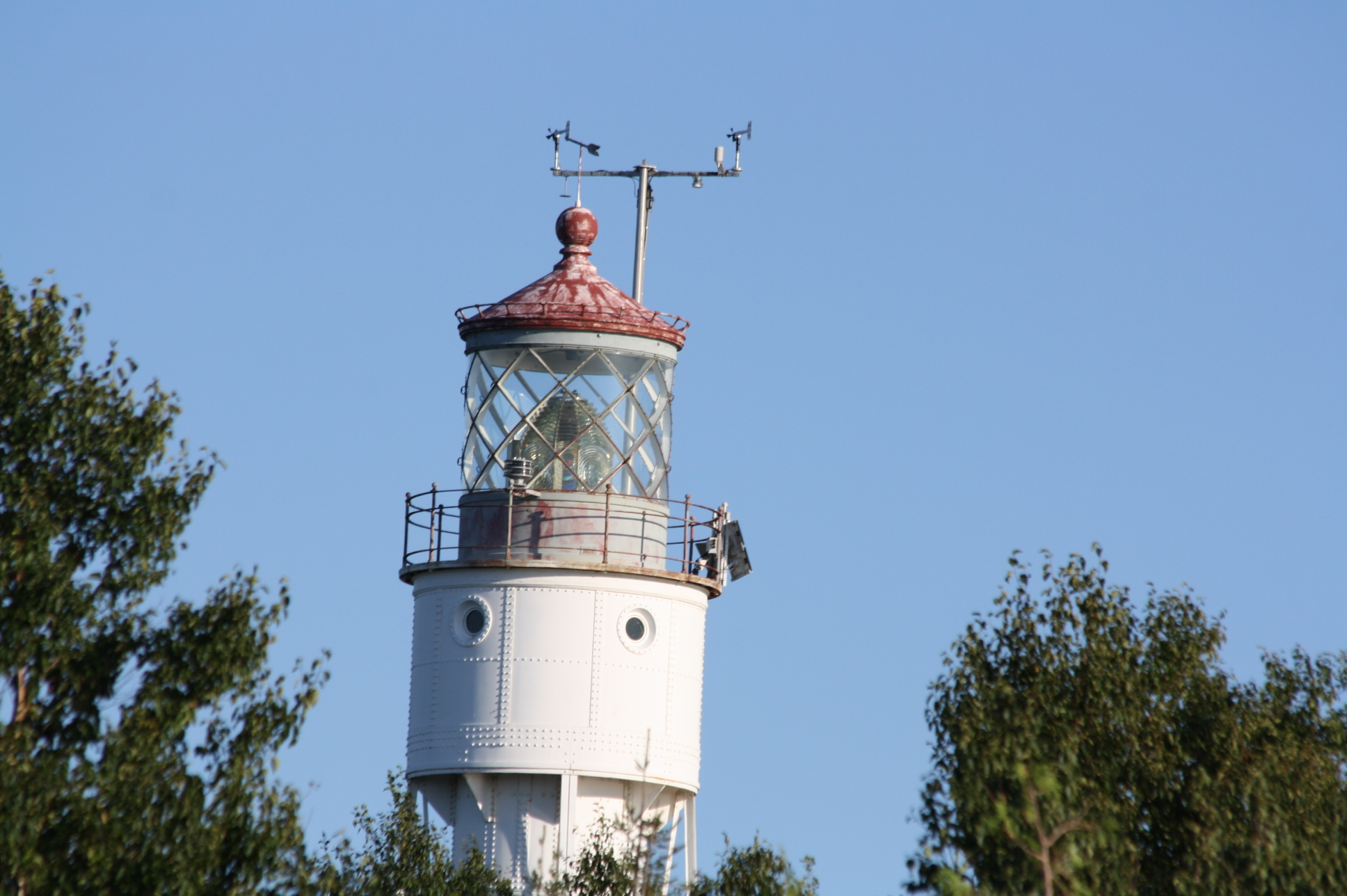
La lanterne

### Lien connexe
- Liste des phares du Wisconsin